# ビジネス・トラベラー
ビジネス・トラベラー（CNN Business Traveller）は、CNNインターナショナルで放送されているドキュメンタリー番組。ホストはリチャード・クエスト。ビジネス旅行に関する話題を扱っている。現地の人間のインタビュー、レストランや飛行機などで構成される。